# Aedes kompi
Aedes kompi é um espécie de mosquito do género Aedes, pertencente à família Culicidae.